# Bugatti
 Der er for få eller ingen kildehenvisninger i denne artikel, hvilket er et problem. Du kan hjælpe ved at angive troværdige kilder til de påstande, som fremføres i artiklen.

Bugatti er et af de mest eksklusive bilmærker nogensinde og er en beundret veteranbil. Firmaet har været en legende som producent af nogle af de bedste sportsvogne, der kunne købes for penge. Det oprindelige franske Bugatti-firma gik fallit under 2. verdenskrig, men produktionen er blevet genoptaget to gange, først i Italien og herefter af den tyske Volkswagen-koncern.

## Under Ettore Bugatti
Bildesigner og producent Ettore Arco Isidoro Bugatti blev født den 15. september 1881 i Brescia i Italien i en kunstnerisk anlagt familie med rødder i Milano. Han var ældste søn af Teresa Lorioli og hendes mand Carlo Bugatti (1856–1940). Sidstnævnte var en vigtig skikkelse inden for Art Nouveau-bevægelsen, hvor han designede møbler og smykker. Ettores yngste bror var den kendte billedhugger Rembrandt Bugatti (1884-1916), hans tante Luigia Bugatti var gift med kunstmaleren Giovanni Segantini, og hans farfar, Giovanni Luigi Bugatti, var arkitekt og billedhugger.
Selv om han var født i Italien, blev firmaet Ettore Bugatti grundlagt i Molsheim i Elsass i Tyskland. De første års biler kørte med de tyske racer farver. Elsass blev så fransk efter første verdenskrig. Firmaet var kendt for sit avancerede, tekniske design i de premium-sportsvogne, de byggede, såvel som for sin succes i de tidlige Grand Prix-løb. Det var en Bugatti, der vandt det første Grand Prix nogensinde, i Monaco. Bugattis succes nåede sit højdepunkt, da Jean-Pierre Wimille vandt løbet 24 timer Le Mans to gange, i 1937 og 1939 (med Robert Benoist og Pierre Veyron).

### Modeller
Kun få modeller af Ettore Bugattis biler blev nogensinde masseproduceret. De mest kendte er Type 35 Grand Prix, den enorme Royale, Type 57 Atlantic og Type 55-sportsvognen.
- Kontrakt modeller
  - Prinetti & Stucchi
    - 1899 Type 1/Tipo 1, trehjulet knallert

  - Dietrich-Bugatti
    - 1902-1904 Type 3/Type 4
    - 1903 Type 5/Type 6/Type 7

  - Deutz Gasmotoren Fabrik
    - 1907 Type 8/Type 9

  - Peugeot
    - 1913-1916 Peugeot Type 19 "Bébé"
- Prototyper
  - 1900–1901 Type 2
  - 1903 Type 5
  - 1908 Type 10
  - 1925 Type 36
  - 1929–1930 Type 45/Type 47
  - Prototypes Type 56 (en elektrisk bil)
  - 1939 Prototypes Type 64 (coupé)
  - 1943/1947 Prototypes Type 73C
- Racerbiler
  - 1910–1914 Type 13/Type 15/Type 17/Type 22
  - 1922–1926 Type 29
  - 1923 Type 32 "Tank"
  - 1924-1930 Type 35/Type 35A/35B/Tpye 35T/Type 35C/Type 37/Type 39
  - 1927-1930 Type 52 (en elektrisk racerbil til børn)
  - 1936–1939 Type 57G "Tank"
  - 1937–1939 Type 50 B|
  - 1931–1936 Type 51/51A/Type 53/Type 54 GP/Type 59
  - 1955–1956 Type 251
- Standardbiler
  - 1912–1914 Type 18 "Garros"
  - 1913–1914 Type 23/Type 23 Brescia Tourer (roadster)
  - 1922–1934 Type 30/Type 38/Type 40/Type 43/Type 44/Type 49 (touring car)
  - 1927–1933 Type 41 "Royale" (limousine)
  - 1929–1939 Type 46/Type 50/Type 50T (touring car)
  - 1932–1935 Type 55 (roadster)
  - 1934–1940 Type 57/Type 57S/Type 57SC (touring car)
  - 1951-1956 Type 101 (coupé)

### Succes i racerløb
Bugattis biler havde uhyre succes i motorsporten med mange tusinde sejre på bare nogle få årtier. Den lille Type 10 tog de første fire pladser i sit første løb. Type 35'eren fra 1924 er nok den mest succesrige racerbil, der nogensinde er produceret, med over 2.000 førstepladser. Bugattis biler vandt Targa Florio-løbet suverænt fem år i træk fra 1925 til 1929. Louis Chiron var den racerkører, der opnåede flest førstepladser i Bugatti, og den nyeste udgave af firmaet Bugatti har hyldet ham med en bil opkaldt efter ham.
| År   | Løb                        | Chauffør                                            | Bil       |
| ---- | -------------------------- | --------------------------------------------------- | --------- |
| 1921 | Voiturettes Grand Prix     | Ernest Friderich                                    |           |
| 1925 | Targa Florio               | Meo Constantini                                     | Type 35   |
| 1926 | French Grand Prix          | Jules Goux                                          | Type 39 A |
| 1926 | Italian Grand Prix         | Louis Charavel                                      |           |
| 1926 | Spanish Grand Prix         | Meo Constantini                                     |           |
| 1926 | Targa Florio               | Meo Constantini                                     | Type 35 T |
| 1927 | Targa Florio               | Emilio Materassi                                    | Type 35 C |
| 1928 | French Grand Prix          | William Grover-Williams                             | Type 35 C |
| 1928 | Italian Grand Prix         | Louis Chiron                                        |           |
| 1928 | Spanish Grand Prix         | Louis Chiron                                        |           |
| 1928 | Targa Florio               | Albert Divo                                         | Type 35 B |
| 1929 | French Grand Prix          | William Grover-Williams                             | Type 35 B |
| 1929 | German Grand Prix          | Louis Chiron                                        |           |
| 1929 | Spanish Grand Prix         | Louis Chiron                                        |           |
| 1929 | Monaco Grand Prix          | William Grover-Williams                             |           |
| 1929 | Targa Florio               | Albert Divo                                         | Type 35 C |
| 1930 | Belgian Grand Prix         | Louis Chiron                                        |           |
| 1930 | Czechoslovakian Grand Prix | Heinrich-Joachim von Morgen og Hermann zu Leiningen |           |
| 1930 | French Grand Prix          | Philippe Etancelin                                  | Type 35 C |
| 1930 | Monaco Grand Prix          | René Dreyfus                                        |           |
| 1931 | Belgian Grand Prix         | William Grover-Williams og Caberto Conelli          |           |
| 1931 | Czechoslovakian Grand Prix | Louis Chiron                                        |           |
| 1931 | French Grand Prix          | Louis Chiron og Achille Varzi                       | Type 51   |
| 1931 | Monaco Grand Prix          | Louis Chiron                                        |           |
| 1932 | Czechoslovakian Grand Prix | Louis Chiron                                        |           |
| 1933 | Czechoslovakian Grand Prix | Louis Chiron                                        |           |
| 1933 | Monaco Grand Prix          | Achille Varzi                                       |           |
| 1934 | Belgian Grand Prix         | René Dreyfus                                        |           |
| 1936 | French Grand Prix          | Jean-Pierre Wimille og Raymond Sommer               | Type 57 G |
| 1937 | 24 hours of Le Mans        | Jean-Pierre Wimille og Robert Benoist               | Type 57 G |
| 1939 | 24 hours of Le Mans        | Jean-Pierre Wimille og Pierre Veyron                | Type 57 C |

### Enden
Etorre Bugatti designede også en succesfuld motoriseret togvogn (Autorail) og en flyvemaskine, som dog aldrig fløj. Hans søn, Jean Bugatti, blev dræbt den 11. august 1939, mens han testede en Type 57 racerbil i nærheden af fabrikken i Molsheim. Derefter faldt firmaet på grund af hårde tider, og fabrikken i Molsheim gik fallit. Bugatti havde dog planlagt at starte en ny fabrik i nærheden af Paris.
Etorre Bugatti døde den 21. august 1947 og blev begravet i Bugatti-familiens gravplads i nærheden af Molsheim.
Firmaet prøvede at lave et comeback under Roland Bugatti midt i 1950'erne med Type 25-racerbilen. Denne bil blev designet med hjælp fra Gioacchino Colombo, som er kendt for at have arbejdet med Alfa-Romeo, Ferrari og Maserati. Bilen klarede sig dog ikke så godt, som man havde håbet, og produktionen blev stoppet.
I 1960'erne designede Virgil Exner en Bugatti som en del af hans Revival Cars projekt. En prototype af denne bil blev bygget af Ghia på den sidste type 101 chassis og blev fremvist ved Turin Motor Show i 1965. Der var problemer med at få produktionen finansieret, så Exner gik videre til at prøve at genoplive Stutz.
Bugatti fortsatte med at producere flydele og firmaet blev solgt til Hispano-Suiza i 1963. Snecma overtog det i 1968 og opkøbte senere Messier. Messier-Bugatti blev så dannet i 1977.

## Bugatti Automobili SpA
Romano Artioli, en italiensk forretningsmand, købte rettighederne til det legendariske Bugatti-navn i 1987 og etablerede firmaet Bugatti Automobili SpA. Dette nye firma byggede en fabrik designet af arkitekten Giampaolo Benedini i Campogalliano, Italien, i nærheden af Ferrari, Lamborghini, De Tomaso og Maserati.
I 1989 blev planerne for Bugattis genfødsel præsenteret af Paolo Stanzani og Marchello Gandini, der havde designet Lamborghini Miura og Countach-bilerne. Den første færdigbyggede bil blev kaldt Bugatti EB110 GT og blev markedsført som den mest teknisk avancerede bil nogensinde.
Fra 1992 til 1994 var den kendte sportsvognsdesigner Mauro Forghieri direktør for firmaet.
Den 27. august 1993 købte Romano Artioli bilproducenten Lotus af General Motors. Dette bragte to af de største navne i motorsporten sammen, og det var planlagt, at firmaet skulle sælge en del aktier.
I 1993 præsenterede Bugatti også en prototype af en stor sedanmodel, kaldt EB 112.
Da EB110'eren kom på markedet, var økonomierne i USA og Europa på vej ned, og Bugatti lukkede i september 1995. En model til det amerikanske marked, Bugatti America, var ved at blive designet.

## Bugatti Automobiles SAS
Volkswagen-koncernen købte rettighederne til at producere biler under Bugatti-mærket i 1998. ItalDesign blev bragt ind for at designe Bugatti EB 118 bilen, en touring sedan med 555 hestekræfter, og den første 18-cylindersmotor, der nogensinde har siddet på en personbil. Denne bil blev vist frem ved Paris Auto Show.
I 1999 blev Bugatti EB 218 bilen fremvist ved Geneva Auto Show, og Bugatti 18/3 Chiron'en blev introduceret på IAA i Frankfurt. Ved Tokyo Motor Show blev EB 218'eren igen vist frem, og det samme gjaldt Bugatti EB 18/4 Veyron bilen, den første inkarnation af en senere masseproduceret bil. Alle disse biler havde 18 cylindre.
I 2000 grundlagde Volkswagen Bugatti Automobiles SAS, og introducerede EB 16/4 Veyron-konceptet, en bil med 16 cylindre, 1001 hestekræfter, en tophastighed på 407,5 km/t og fra 0-100 km/t på 2,5 sek. og fra 0-200 på 7,3 sek. Bugatti Automobiles S.A.S. satte Veyron 16.4 i produktion i 2004, der ved fremkomsten var verdens hurtigste bil, men denne position blev i 2007 overtaget af Barabus TKR.

## Samlere
I dag er originale Etorre Bugatti biler blandt de mest eftersøgte hos veteranbilsamlere med priser op til US$10.000.000.
De bedst kendte Bugatti-samlere var brødrene Hans og Fritz Schlumpf, som havde en stoffabrik i Mulhouse i nærheden af Bugatti-fabriken. Mellem 1958 og 1975, da deres firma gik fallit, havde de samlet på Bugatti-biler i al hemmelighed. I dag er disse biler kendt som Schlumpf-samlingen og er blevet til et af verdens største bilmuseer, Musée Nationale de l'Automobile.